# Siksikpuk
La rivière Siksikpuk est un cours d'eau d'Alaska, aux États-Unis située dans l'Alaska North Slope. C'est un affluent de la rivière Chandler elle-même affluent de la rivière Colville.

## Description
Longue de 49 milles (79 km), elle se jette dans la rivière Chandler à 4 milles (6 km) d'Ayiyak Mesa et à 51 milles (82 km) au nord du col Anaktuvuk, dans la chaîne Brooks.
Son nom eskimo est parfois écrit sikrikpak. Il a été référencé en 1944 par l'United States Geological Survey pendant l'exploration des ressources pétrolières.

## Sources
- (en) « Siksikpuk », Geographic Names Information System